# ARV Caribe
ARV Caribe (S-32) – wenezuelski okręt podwodny z lat 70. XX wieku, jeden z dwóch zakupionych przez Wenezuelę niemieckich okrętów podwodnych typu 209/1300. Został zwodowany 6 listopada 1975 roku w stoczni Howaldtswerke-Deutsche Werft w Kilonii i przyjęty do służby w Marynarce Wojennej Wenezueli 11 marca 1977 roku. Okręt, kilkakrotnie remontowany i modernizowany, nadal znajduje się w aktywnej służbie (stan na 2019 rok).

## Projekt i budowa
ARV „Caribe” jest jednym z kilkudziesięciu zbudowanych okrętów niemieckiego eksportowego typu 209, zaprojektowanego w biurze konstrukcyjnym Ingenieurkontor Lübeck. Okręt należy do drugiej serii jednostek (projekt o sygnaturze IK 79), nazwanej na podstawie przybliżonej wyporności 209/1300, przedłużonej o ponad 3,5 metra w stosunku do pierwszych okrętów.
Jednostka została zamówiona przez rząd Wenezueli w 1971 roku i zbudowana w stoczni Howaldtswerke-Deutsche Werft w Kilonii (numer budowy 67). Stępkę okrętu położono 1 sierpnia 1973 roku, a został zwodowany 6 listopada 1975 roku.

## Dane taktyczno–techniczne
„Caribe” jest średniej wielkości okrętem podwodnym o konstrukcji jednokadłubowej. Długość całkowita jednostki wynosi 59,5 metra, szerokość 6,25 metra i zanurzenie 5,5 metra. Wyporność w położeniu nawodnym wynosi 1263 ton (bez zbiorników balastowych), a w zanurzeniu 1370 ton. Okręt napędzany jest na powierzchni i w zanurzeniu przez dwustojanowy silnik elektryczny Siemens o mocy 5000 KM przy 200 obr./min, zasilany z akumulatorów ładowanych przez generator Siemens o mocy 578 KM, poruszany czterema czterosuwowymi, 12-cylindrowymi silnikami wysokoprężnymi MTU 12V 493 AZ80 GA31L o mocy 800 KM przy 1450 obr./min każdy. Jednowałowy układ napędowy pozwala osiągnąć prędkość 11,5 węzła na powierzchni i 21,4 węzła w zanurzeniu (na chrapach 12 węzłów). Zasięg wynosi 7500 Mm przy prędkości 10 węzłów na powierzchni, 8400 Mm przy prędkości 8 węzłów na chrapach (lub 11 200 Mm przy prędkości 4 węzłów) i 440 Mm przy prędkości 4 węzłów w zanurzeniu. Ster krzyżowy, umiejscowiony przed pięciołopatową śrubą napędową. Zbiorniki paliwa mieszczą 87 ton paliwa. Dopuszczalna głębokość zanurzenia wynosi 250 metrów, a autonomiczność 50 dób. Okręt posiada dwa główne zbiorniki balastowe oraz dziobowe i rufowe zbiorniki trymujące.
Okręt wyposażony jest w osiem dziobowych wyrzutni torped kalibru 533 mm, z łącznym zapasem 14 torped AEG SUT SST-4 Mod 1. Wyposażenie radioelektroniczne obejmowało początkowo radar nawigacyjny Calypso, telefon podwodny UT-Anlage, system kierowania ogniem (przelicznik torpedowy) H.S.A. Mk 8 Mod 24, sonar STN Atlas CSU-3 z modułem aktywnym AN407 A9 i biernym A526, sonar pasywny (GHG) AN 5039A1 i bierne urządzenie pomiaru odległości DUUX-2. Prócz tego okręt posiada dwa peryskopy, dwie tratwy ratunkowe, ponton, kotwicę i pętlę demagnetyzacyjną MES-Anlage.
Załoga okrętu składa się z 5 oficerów oraz 28 podoficerów i marynarzy.

## Służba
11 marca 1977 roku jednostkę pod nazwą „Caribe” przyjęto do służby w Marynarce Wojennej Wenezueli. Okręt otrzymał numer taktyczny S-22, zmieniony później na S-32.
W 1984 roku jednostka przeszła generalny remont w macierzystej stoczni HDW w Kilonii. Kolejny remont połączony z modernizacją (m.in. instalacja nowego sonaru CSU-3-32, co spowodowało przedłużenie jednostki do 61,2 metra i zwiększenie wyporności do 1320 ton w położeniu nawodnym i 1450 ton pod wodą; oprócz tego wydłużono kiosk, obudowano rufę nowym płaszczem ochronnym, wymieniono silniki wysokoprężne, system kontroli ognia i peryskopy) przeprowadzono w Kilonii w latach 1992–1995, a okręt wyruszył w drogę do kraju 20 lutego 1995 roku. Ponowny remont i modernizacja miały miejsce w krajowej stoczni Dianca w Puerto Cabello od 30 grudnia 2006 roku do 12 kwietnia 2008 roku, podczas której m.in. wymieniono baterie akumulatorów i systemy kontroli uzbrojenia.
Jednostka nadal znajduje się w składzie wenezuelskiej floty (stan na 2019 rok) .